# Konotopa (Klichy)
Konotopa – kolonia wsi Klichy, położona w Polsce, w województwie podlaskim, w powiecie bielskim, w gminie Brańsk.
W latach 1975–1998 miejscowość należała administracyjnie do województwa białostockiego.